# Teleogramma
Teleogramma es un género de peces de la familia Cichlidae en el orden de los Perciformes.

## Especies
Se reconocen cinco especies:
- Teleogramma brichardi Poll, 1959
- Teleogramma depressa T. R. Roberts & D. J. Stewart, 1976
- Teleogramma gracile Boulenger, 1899
- Teleogramma monogramma (Pellegrin, 1927)
- Teleogramma obamaorum Stiassny & S. E. Alter, 2015